# グアンパ

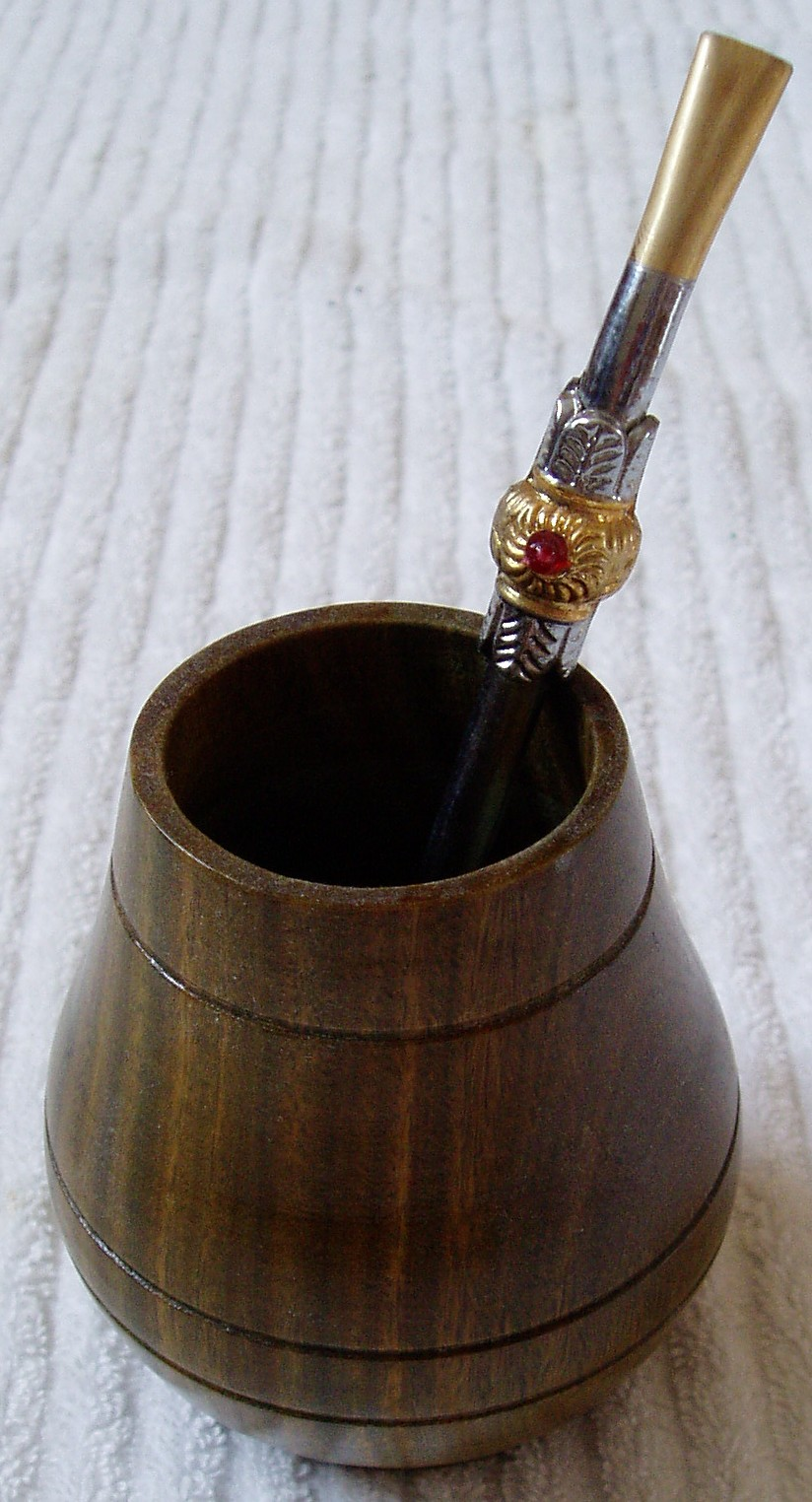
ひょうたん型のグアンパ

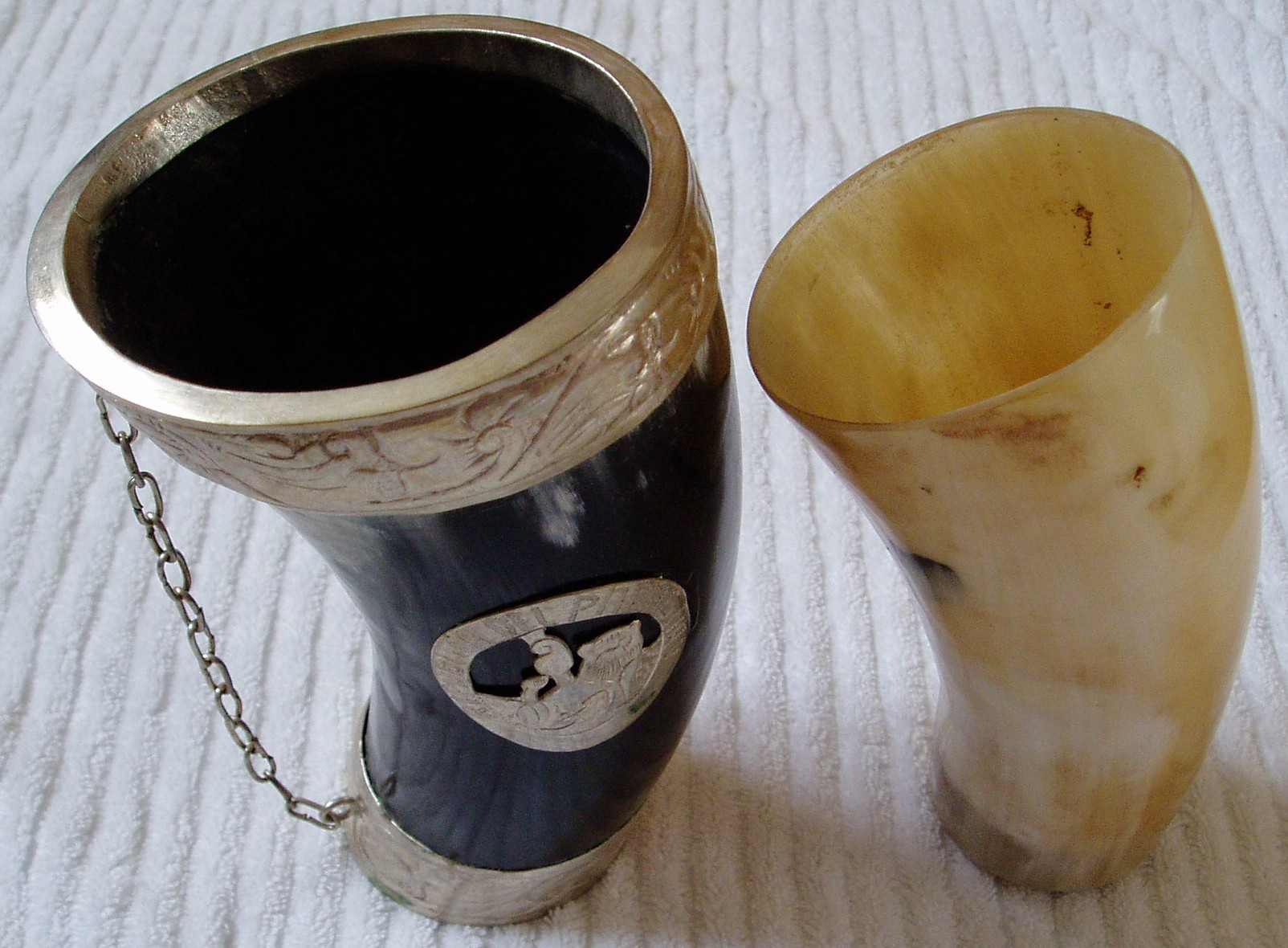
角形のグアンパ

グアンパ（グアンポ）は、アルゼンチンやボリビアやパラグアイでテレレやマテ茶を飲むためのコップ(カップ)で、牛の角や木で作られたものをいう。アルゼンチンやウルグァイで最もよく使われるヒョウタン製のものはクイア (cuia) と呼ばれる。
金銀や宝石で飾られたものは、贈り物やお土産に使われることが多い。